# Емі (фільм, 2015)
«Емі» (англ. Amy) — британський документальний фільм про життя та смерть співачки Емі Вайнгауз, знятий Азіфом Кападіа. Світова прем'єра стрічки відбулась 16 травня 2015 року у секції «Нічні покази» на Каннському кінофестивалі 2015.

## Сюжет
Фільм розповідає про світ, в якому жила Емі, через автобіографічні тексти її пісень, відео з особистих архівів родини і друзів, а також інтерв'ю близьких людей і колег. У фільмі звучать невідомі раніше пісні і показані кадри з плівок, на яких юна Емі в оточенні друзів виконує свої перші пісні. Режисер зібрав близько сотні аудіоінтерв'ю в ближньому колі друзів співачки.

## У ролях
Наступні люди знялися у фільмі через записані інтерв'ю та деякі архівні матеріали.
- Емі Вайнгауз
- Мітчелл Вайнгауз, батько Емі
- Дженіс Вайнгауз, мати Емі
- Рей Косберт, менеджер
- Нік Шиманський, колишній менеджер
- Блейк Філдер-Сівіл (Блейк Філдер), колишній чоловік
- Даркус Біс, представник Island Records
- Мос Деф (Ясін Бей), друг
- Тайлер Джеймс, друг
- Джульєтт Ешбі, друг
- Лорен Гілберт, друг
- Піт Догерті, друг
- Блейк Вуд, друг
- Марк Ронсон, продюсер Вайнгауз
- Салаам Ремі, продюсер Вайнгауз
- Тоні Беннет, друг
- Квестлав, друг
- Ендрю Морріс, охоронець
- Кріс Тейлор, колишній хлопець
- Сем Бесте, піаніст
- Ієн Бюррер, гітарист
- Алекс Розен, перукар
- Крістіна Ромете, лікар
- Чіп Сомерс, нарко-радник
- Філ Мейнелл
- Монт Ліпмен
- Люсіан Грейндж, голова Universal Music Group
- Гай Мут
- Нік Гетфілд
- Шомарі Ділон
- Дейл Девіс

## Визнання
| Нагороди та номінації фільму «Емі» | Нагороди та номінації фільму «Емі»          | Нагороди та номінації фільму «Емі»            | Нагороди та номінації фільму «Емі» | Нагороди та номінації фільму «Емі» | Нагороди та номінації фільму «Емі» |
| Рік                                | Нагорода                                    | Категорія                                     | Номінант                           | Результат                          | Дж                                 |
| ---------------------------------- | ------------------------------------------- | --------------------------------------------- | ---------------------------------- | ---------------------------------- | ---------------------------------- |
| 2015                               | Каннський кінофестиваль 2015                | «Золоте око»                                  | «Емі»                              | Номінація                          |                                    |
| 2015                               | Каннський кінофестиваль 2015                | Queer Palm                                    | «Емі»                              | Номінація                          |                                    |
| 2015                               | Британський кінофестиваль Іст Енду 2015     | Найкращий документальний фільм                | «Емі»                              | Номінація                          |                                    |
| 2015                               | Единбурзький міжнародний кінофестиваль 2015 | Приз глядацької аудиторії                     | «Емі»                              | Номінація                          |                                    |
| 2015                               | Единбурзький міжнародний кінофестиваль 2015 | Найкращий документальний фільм                | «Емі»                              | Номінація                          |                                    |
| 2016                               | 69-а церемонія вручення нагороди БАФТА      | Найкращий британський фільм                   | Джеймс Гей-Ріс і Азіф Кападіа      | Номінація                          | [ 7 ] [ 8 ]                        |
| 2016                               | 69-а церемонія вручення нагороди БАФТА      | Найкращий документальний фільм                | Джеймс Гей-Ріс і Азіф Кападіа      | Перемога                           | [ 7 ] [ 8 ]                        |
| 2016                               | 88-а церемонія вручення нагороди «Оскар»    | Найкращий документальний повнометражний фільм | «Емі»                              | Перемога                           | [ 9 ]                              |